# Constantin Sterea (general)

Generalul Constantin Sterea.

Constantin Sterea a fost un general român.
În perioada 1918-1919, generalul de brigadă Constantin Sterea a îndeplinit funcția de comandant al Jandarmeriei Române.